# Stephen Holt
Stephen Jeffrey Carino Holt (Portland, Oregón, 6 de diciembre de 1991) es un jugador  de baloncesto estadounidense. Con 1.93 metros de estatura, juega en la posición de base en las filas del Barangay Ginebra San Miguel de la PBA, la primera división del baloncesto filipina. 

## Biografía
Nació en Portland (Oregón) e hizo su carrera universitaria en los Saint Mary's Gaels donde terminó siendo uno de los jugadores fundamentales con una media de más de 15 puntos por partido. 
La temporada 2014/15 jugó en el Carton Charge de la D-League norteamericana. Sus números fueron 11.1 puntos y 3.2 asistencias.
La temporada 2015-16 juega en el Melbourne United de la liga australiana, donde promedia 15.5 puntos, 3.6 rebotes y 3.6 asistencias en 30 partidos. Fue elegido en el segundo mejor cinco de la competición.
En febrero de 2016 firma con el Club Bàsquet Andorra hasta final de temporada.
En julio de 2016 ficha por el Basket Zaragoza 2002. Promedió, en los 17 partidos disputados en la liga Endesa, 6.2 puntos, 2.3 rebotes y 1.1 asistencias en los 21 minutos de media con los que contaba en la pista.
En febrero de 2017, firma por el ČEZ Basketball Nymburk.
En la temporada 2021-22, firma por el CSM Oradea de la Liga Națională, la primera división del baloncesto rumana.